# Lenguas biákicas
Las lenguas biákicas son un grupo de lenguas austronesias habladas en Nueva Guinea Occidental (Iran Jaya), más específicamente a lo largo de la línea de costa de la bahía de Cenderawasih en las provincias indonesias de Papúa Occidental y Papúa. Constituyen uno de los tres grupos que forman las lenguas austronesias de Cenderawasih.
La mayor parte de estas lenguas se conocen solo por algunas listas breves de vocabulario, aunque el biak sí es una lengua bien documentada.

## Comparación léxica
Los numerales en diferentes lenguas biákicas son:
| GLOSA | Biak        | Dusner | Meoswar | PROTO- BIÁKICO |
| ----- | ----------- | ------ | ------- | -------------- |
| 1     | eser / oser | yoser  | yoser   | *yoser         |
| 2     | suru        | nuru   | suru    | *-ru           |
| 3     | kyor        | tori   | kior    | *tori          |
| 4     | fyak        | pati   | fak     | *pati          |
| 5     | rim         | rimbi  | rim     | *rim           |
| 6     | wonem       | 5+1    | wonem   | *wonem         |
| 7     | fik         | 5+2    | fik     | *fit(u) >*fik  |
| 8     | war         | 5+3    | war     | *war(u)        |
| 9     | siw         | 5+4    | siw     | *siw           |
| 10    | samfur      | sampu  | samfur  | *sampur        |